# Македонски бюлетин (1930)
Вижте пояснителната страница за други значения на Македонски бюлетин.
„Македонски бюлетин“ (изписване до 1945 година: „Македонски Бюлетинъ“) e български политически вестник, издаван от Македонския инициативен комитет в град Понтиак, щата Мичиган, САЩ. Мотото на вестника е „За свободна Македония в рамките на Балканската федерация“.
Излиза под редакцията на Георги Пирински в единствен брой на 1 март 1930 година. Вестникът е орган на независими македонски групи в САЩ и Канада. Според Георги Пирински са излезли 3 броя. След 1930 година продължава под името „Балканско сдружение“.